# Tillandsia 'Inskip'
Tillandsia 'Inskip' es un  cultivar híbrido del género Tillandsia perteneciente a la familia  Bromeliaceae.
Es un híbrido creado en el año 1982 con las especies Tillandsia karwinskyana × Tillandsia flabellata.